# Saint-Cyr-la-Rosière
Saint-Cyr-la-Rosière ist eine französische Gemeinde mit 234 Einwohnern (Stand: 1. Januar 2022) im Département Orne in der Region Normandie. Sie gehört zum Arrondissement  Mortagne-au-Perche und zum Kanton Bretoncelles (bis 2015: Kanton Nocé). Die Einwohner werden Berd’huisiens genannt.

## Geographie
Saint-Cyr-la-Rosière liegt etwa 42 Kilometer ostsüdöstlich von Alençon. Das Gemeindegebiet wird vom Bach Rozière und seinen Zuflüssen durchzogen. Umgeben wird Saint-Cyr-la-Rosière von den Nachbargemeinden Dame-Marie im Norden und Nordwesten, Perche en Nocé im Norden und Osten, Val-au-Perche im Süden sowie La Chapelle-Souëf im Westen.

## Bevölkerungsentwicklung
| Jahr                      | 1962 | 1968 | 1975 | 1982 | 1990 | 1999 | 2006 | 2013 |
| Einwohner                 | 404  | 320  | 288  | 255  | 210  | 247  | 251  | 251  |
| Quelle: Cassini und INSEE |      |      |      |      |      |      |      |      |

## Sehenswürdigkeiten
- Dolmen
- Kirche Sainte-Gauburge aus dem 11./12. Jahrhundert, Umbauten aus dem 15./16. Jahrhundert, Teil der früheren Benediktinerpriorei, Monument historique
- Kirche Saint-Cyr-et-Sainte-Julitte aus dem 12. Jahrhundert, Umbauten aus dem 15./16. Jahrhundert
- Kapelle Notre-Dame in Clémencé aus dem 14. Jahrhundert, Monument historique
- Pfarrhaus aus dem 18. Jahrhundert
- Herrenhaus Langenardière aus dem 16. Jahrhundert
- Herrenhaus La Chaponnière aus dem 16. Jahrhundert

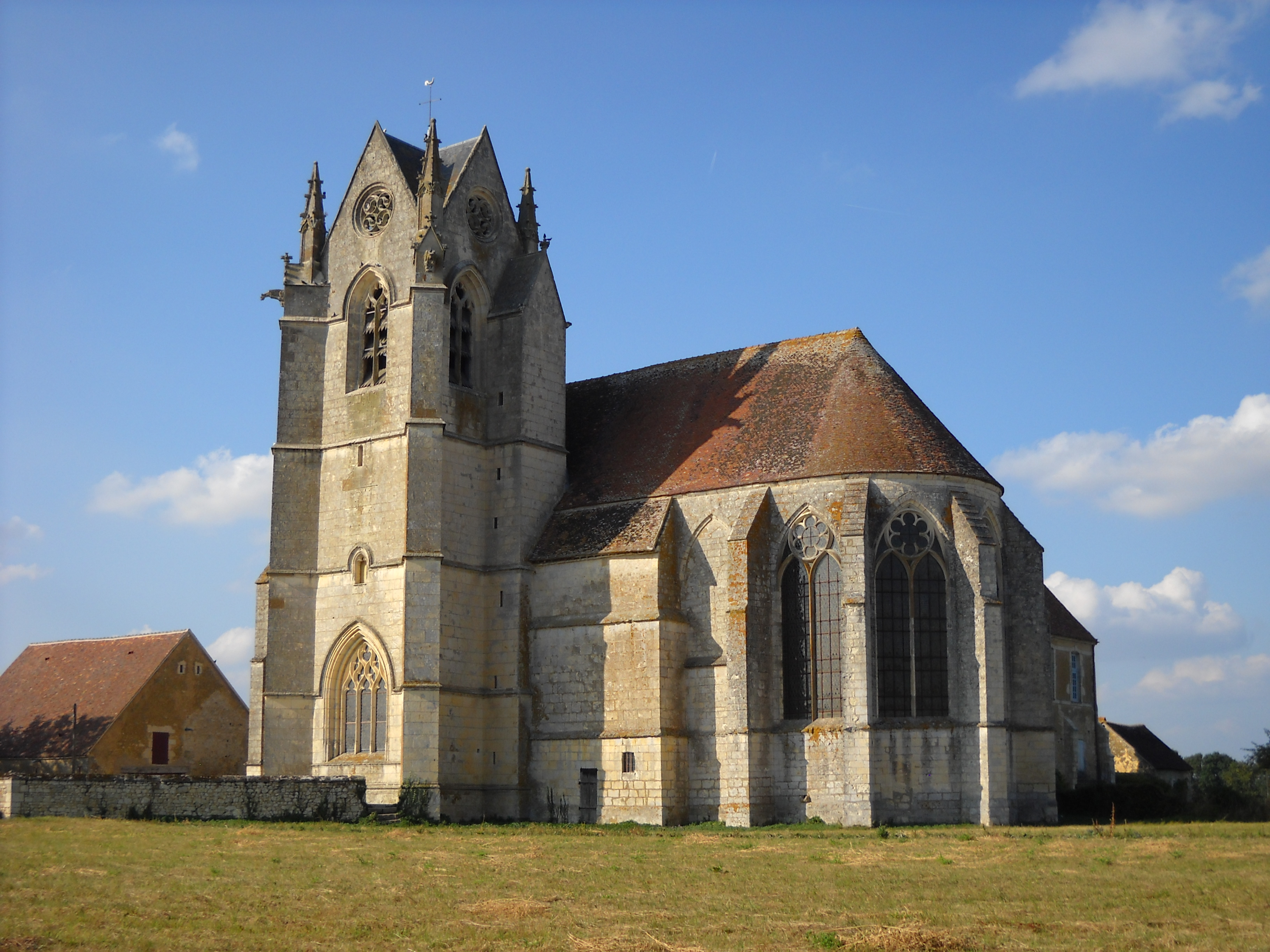
Kirche Sainte-Gauburge
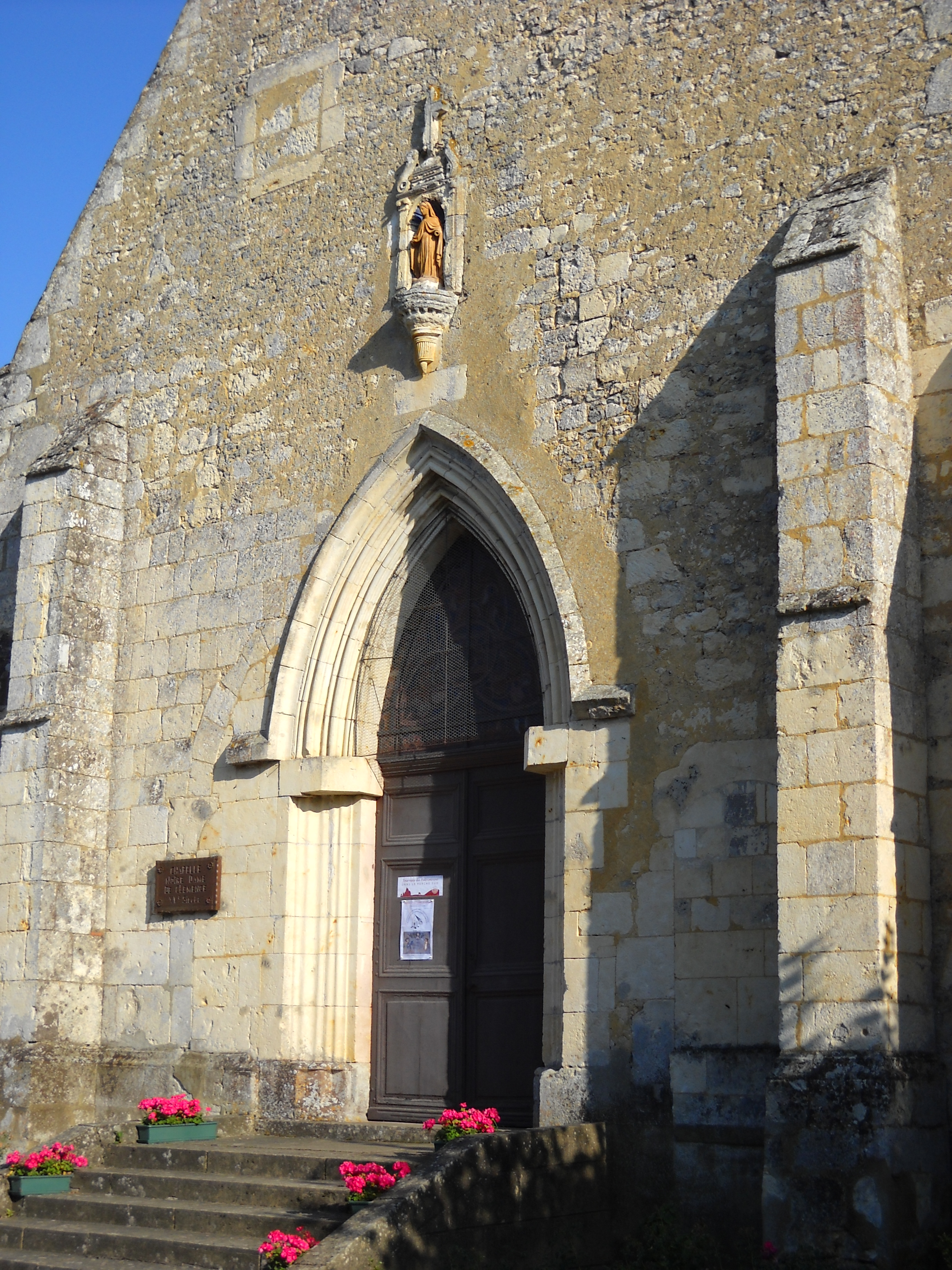
Kapelle Notre-Dame
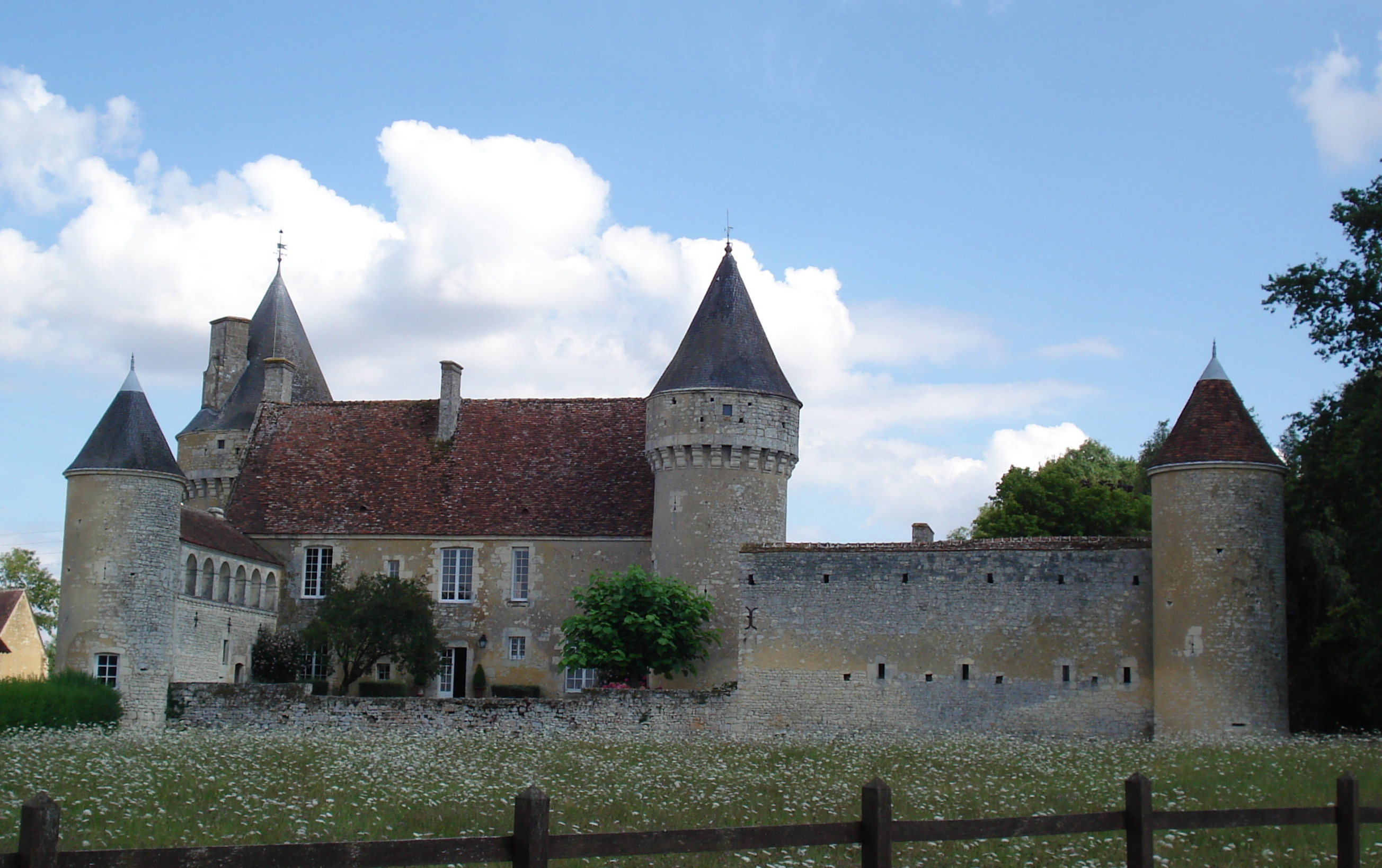
Herrenhaus Langenardière
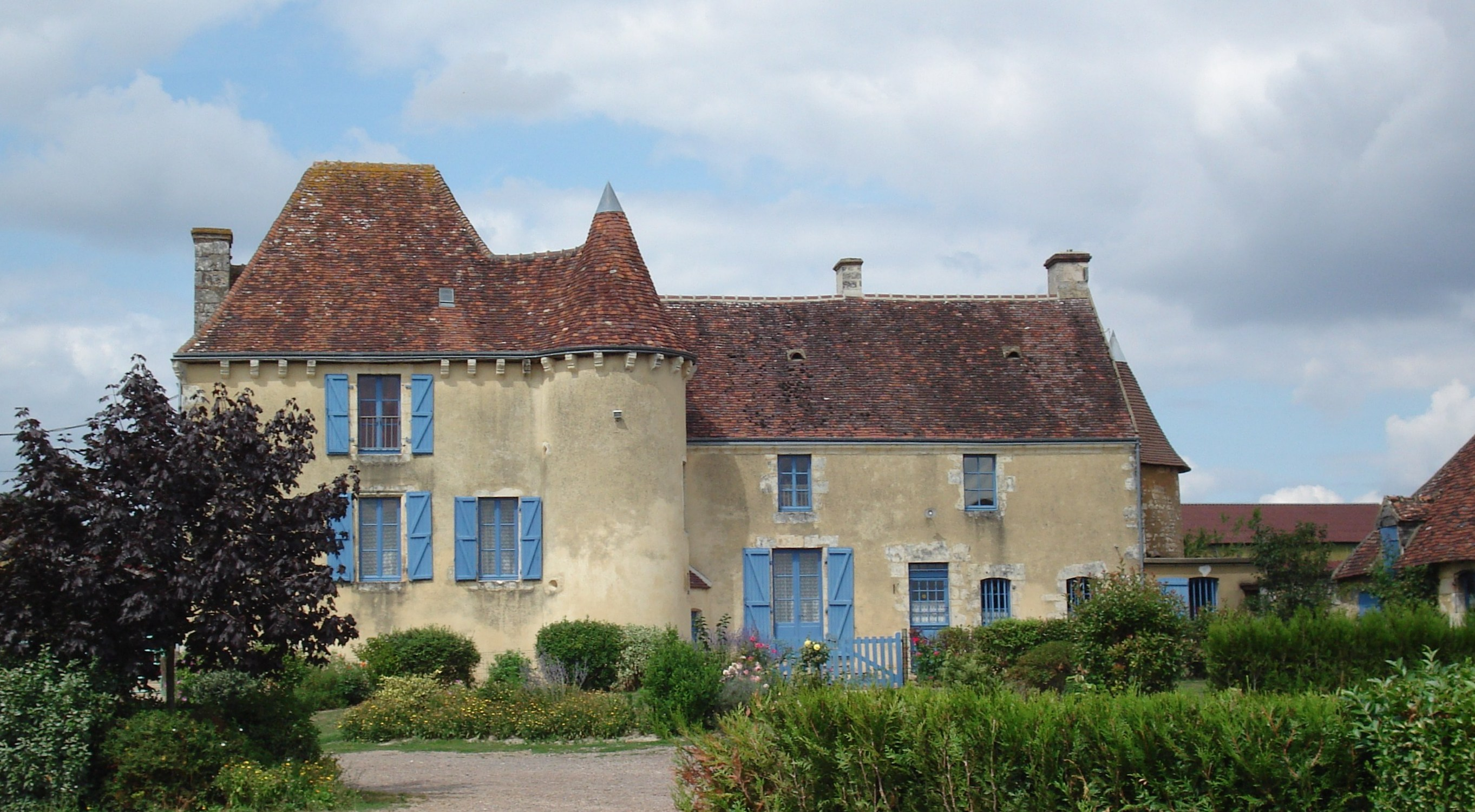
Herrenhaus La Chaponnière

## Persönlichkeiten
- Alexis Bachelot (1796–1837), Apostolischer Präfekt der Sandwich-Inseln